# Цецхладзе, Григорий Моисеевич
Григорий Моисеевич Цецхладзе (груз. გრიგოლ მოსეს ძე ცეცხლაძე, 6 апреля 1894 года, с. Чанчети — 23 ноября 1976 года, Тбилиси) — грузинский советский писатель, поэт и переводчик.

## Биография

На церемонии переноса праха Бараташвили из пантеона Дидубе в пантеон Мтацминда. Справа-налево, стоят — Георгий Леонидзе, Константин Гамсахурдиа, Александр Кутатели, Владимир Глонти, Дмитрий Бенашвили, Ило Мосашвили, Павел Ингороква, Гиго Хечуашвили, Шалва Дадиани, Григол Цецхладзе, Алио Мирцхулава, Сумбаташвили (племянник Бараташвили, сын сестры Н. Бараташвили — Софии), Е. Леонидзе (жена Г. Леонидзе), Серго Клдиашвили, Платон Кешелава. Сидят Ираклий Абашидзе и Ражден Гветадзе (слева). 1938 год.

Окончил Тбилисский педагогический институт.
В 1915—1917 годах был сотрудником Общества по распространению грамотности среди грузин.
Печатался с 1917 года. В 1918—1920 годах сотрудничал в «Народной газете», в 1920—1921 годах — репортёр газеты. В 1919 году редактировал литературный журнал «Ворота Джабабури».
Вошёл в число авторов вышедшего 4 апреля 1919 года в Тифлисе журнала «Пояс Талабаури» вместе с Галактионом Табидзе, Георгием Леонидзе, Ражденом Гветадзе, Шалва Кармель, Ладо Мачавариани, Рауд Гогохия, Коки Эбралидзе, Лиена Лани, Ш. Дорделли, гр. Мегрелишвили.
С 1924 по 1927 год редактор журнала «Искусство», секретарь издательства «Грузинская книга», в 1927—1929 годах. С 1935 года член Союза писателей Грузии, сотрудничал с грузинским радиокомитетом (1939—1941), журналом «Нианг» (1942—1947), в 1948—1949 годах — заместитель директора Саклипонда.
Стихи («Дихашхо», «Октябрь — фрагмент» и др.), книги: «Вор поэта» 1924 года, «Четыре музы» в 1931 году, «Свой голос» в 1935 году, «Цветные стихи» в 1949 году. Переводчик русской поэзии: «Евгений Онегин», «Анна Снегина», стихи Маяковского.
Считается первым теоретиком грузинского свободного стиха.
Похоронен на Сабурталинском кладбище.